# Gallieniellidae
Gallieniellidae (лат.) — семейство аранеоморфных пауков (Araneomorphae). Около 50 видов.

## Распространение
Австралия, Южная Америка, Мадагаскар и Южная Африка.

## Описание
Отличаются от других пауков-гнафосоидов (Gnaphosoidea) удлиненными мигаломорфными хелицерами, несущими длинные продольно ориентированные зубцы. Размеры австралийских видов от 2 до 9 мм.
В ископаемом состоянии неизвестны.

## Систематика
10 современных рода и около 50 видов
- Gallienellinae Millot, 1947

- Drassodella Hewitt, 1916 (Южная Африка)
- Gallieniella Millot, 1947 (Мадагаскар, Коморские острова)
- Legendrena Platnick, 1984 (Мадагаскар)
- Toxoniella Warui & Jocqué, 2002 (Кения)

- Meedoinae

- Galianoella Goloboff, 2000 (Аргентина)
- Meedo Main, 1987 (Австралия)
- Neato Platnick, 2002 (Австралия)
- Oreo Platnick, 2002 (Австралия)
- Peeto Platnick, 2002 (Австралия)
- Questo Platnick, 2002 (Австралия)